# Olle Anderberg
Olle Henrik Martin Anderberg (13 settembre 1919 – Linköping, 26 settembre 2003) è stato un lottatore svedese, specializzato sia nella lotta libera che nella lotta greco-romana.

## Palmarès
- Giochi olimpici

Londra 1948: argento nella lotta greco-romana 62 kg.
Helsinki 1952: oro nella lotta libera 67 kg.
- Mondiali

Stoccolma 1950: oro nella lotta greco-romana 62 kg.
Helsinki 1951: oro nella lotta libera 67 kg.
Napoli 1953: oro nella lotta greco-romana 62 kg.
Tokyo 1954: argento nella lotta libera 67 kg.
- Europei

Stoccolma 1946: argento nella lotta libera 62 kg.
Praga 1947: oro nella lotta greco-romana 62 kg.
Istanbul 1949: oro nella lotta libera 62 kg.